# Shane Ardern
Philip Shane Ardern (Opunake, Taranaki; 26 de gener de 1960) és un polític neozelandès i diputat de la Cambra de Representants de Nova Zelanda, representant la circumscripció electoral de Taranaki-King Country des de les eleccions parcials de Taranaki-King Country de 1998. És membre del Partit Nacional.

## Inicis
Ardern va néixer el 26 de gener de 1960 a Opunake, un poble de la regió de Taranaki. Va anar a l'Escola Secundària d'Opunake (Opunake High School).

## Diputat
| Parlament de Nova Zelanda |      |                       |                       |          |
| Anys                      | Leg. | Circumscripció        | Llista                | Partit   |
| 1998-1999                 | 45   | Taranaki-King Country | Taranaki-King Country | Nacional |
| 1999-2002                 | 46   | Taranaki-King Country | 35                    | Nacional |
| 2002-2005                 | 47   | Taranaki-King Country | cap                   | Nacional |
| 2005-2008                 | 48   | Taranaki-King Country | 21                    | Nacional |
| 2008-2011                 | 49   | Taranaki-King Country | 24                    | Nacional |
| 2011-actualitat           | 50   | Taranaki-King Country | 27                    | Nacional |

En retirar-se de la política i dimitir l'exprimer ministre Jim Bolger el 1998, això causà unes eleccions parcials en la circumscripció de Taranaki-King Country per a elegir un nou diputat. El Partit Nacional escollí Shane Ardern per a ser el candidat del partit en aquestes eleccions parcials. Ardern estretament guanyà amb el 29,43% del vot. En segon lloc quedà Owen Jennings d'ACT Nova Zelanda amb el 24,55%, en tercer lloc Max Purnell del Partit Laborista amb el 17,53%, en quart lloc Kevin Campbell de l'Aliança, entre altres candidats.
En les eleccions de 1999 Ardern guanyà a Taranaki-King Country amb el 45,63% del vot. En segon lloc quedà John Young del Partit Laborista amb el 21,86%, en tercer lloc Kevin Campbell de l'Aliança amb l'11,04%, en quart lloc Owen Jennings amb el 8,46%, entre altres candidats.
En les eleccions de 2002 de nou el candidat del Partit Nacional a Taranaki-King Country va ser Ardern. Ardern va rebre el 51,18% del vot. Judith Hawkins del Partit Laborista va rebre el 24,95%, Owen Jennings el 6,27%, Lawrence Hoverd el 5,34%, entre d'altres.
El 2003 el govern del Partit Laborista va crear un projecte de llei que imposaria un impost per als ramaders els bestiars dels quals contaminessin massa. Ardern va conduir un tractor fins al parlament en protesta d'aquest projecte de llei. Fou investigat per la policia pel perill que causà aquesta protesta.
En les eleccions de 2005 Ardern fou victoriós a Taranaki-King Country amb el 67,62% del vot. En segon lloc quedà Maryan Street del Partit Laborista amb el 25,11% del vot, entre altres candidats. En les eleccions de 2008 Ardern guanyà de nou, aquest cop amb el 68,87% del vot. Renée van de Weert del Partit Laborista va rebre el 19,55% del vot, Rob Hamill del Partit Verd el 8,41%, entre altres candidats.
Per sisè cop consecutiu Ardern guanyà en la circumscripció de Taranaki-King Country en les eleccions de 2011. Va rebre el 69,65% del vot. En segon lloc va quedar Rick Barker del Partit Laborista amb el 19,22% del vot, mentre que Robert Moore del Partit Verd el 9,42% i Victoria Rogers d'Unit Futur va rebre l'1,71% del vot.

## Vida personal
Ardern està casat i té dos fills. A més de ser polític, Ardern és ramader amb una granja a Te Kiri, al sud de Taranaki. Aquesta granja la comprà als 23 anys i avui en dia té unes 600 vaques.